# آرمادیلو
زره‌نَواری، زره‌دوز یا آرمادیلو (به انگلیسی: Armadillo)، پستاندار بچه‌زای کوچک و نادری است که به خاطر پوسته سخت بدنش آن را به این نام می‌خوانند. 
زره‌دوز از راسته نواره‌سانان (Cingulata)، بالاراستهٔ شگفت‌بندان (Xenarthra) است. این جانور به‌خاطر پوشش زرهی خود معروف است.
نام آرمادیلو اسپانیایی و به معنی «زِره‌دار کوچک» است. این پستاندار، در قاره آمریکا زندگی می‌کند.
بدن زره‌دوز با صفحه‌های استخوانی به‌هم‌پیوسته پوشیده شده تا به هنگام خطر بتواند به صورت گلوله توپ استخوانی درآمده از خود دفاع کند.
فاتحان اسپانیایی قارهٔ آمریکا این جانور را آرمادیلو نامیدند که به اسپانیایی به معنی «زِره‌دار کوچک» است.
آرمادیلو پستاندار کوچک افتخاری ایالت تگزاس است.
انسان تنها مخزن بیماری جذام در ایران است ولی در رخی نقاط دنیا احتمالاً آرمادیلو نیز مخزن باسیل جذام می‌باشد. هیچ محیط کشت مصنوعی برای جذام شناسایی نشده است و تنها می‌توان ان را در کف پای موش یا آرمادیلو تکثیر نمود.

## طبقه‌بندی آرمادیلو

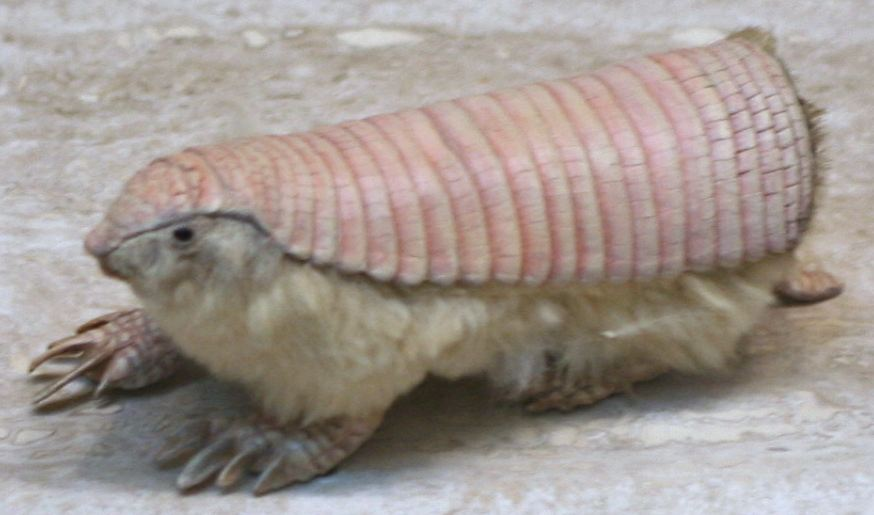
آرمادیلوی پری‌وار صورتی

تیره Dasypodidae
- زیرخانواده پشمینه‌پاها
  - سرده پشمینه‌پاها 1658 woodcut of an armadillo

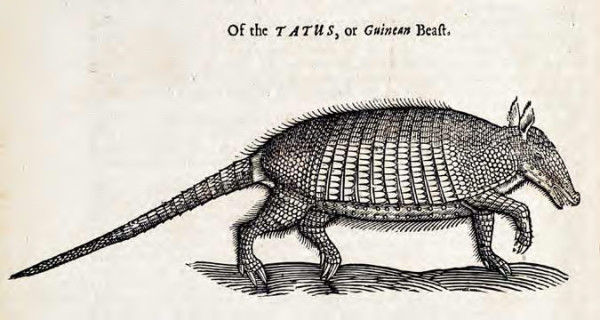
1658 woodcut of an armadillo

    - آرمادیلوی نه‌نواره or long-nosed armadillo, Dasypus novemcinctus
    - آرمادیلوی هفت‌نواره، Dasypus septemcinctus
    - آرمادیلوی بینی‌دراز جنوبی، Dasypus hybridus
    - آرمادیلوی بینی‌دراز جلگه، Dasypus sabanicola
    - آرمادیلوی بینی‌دراز بزرگ، Dasypus kappleri
    - آرمادیلوی بینی‌دراز پرمو، Dasypus pilosus
    - آرمادیلوی بینی‌دراز کوچک یپس، Dasypus yepesi
    - †Beautiful armadillo, آرمادیلوی زیبا

  - سرده †Stegotherium
- زیرخانواده خوش‌پوسته‌ایان
  - سرده آرمادیلوی پری‌وار بزرگ
    - آرمادیلوی پری‌وار بزرگ، Calyptophractus retusus

  - سرده پشمین‌پوسته‌ها آرمادیلوی پشمی جیغ‌کش

آرمادیلوی پشمی جیغ‌کش

    - آرمادیلوی پشمی جیغ‌کش، Chaetophractus vellerosus
    - آرمادیلوی پشمی بزرگ، Chaetophractus villosus
    - آرمادیلوی پشمی آند، Chaetophractus nationi

  - سرده †آرمادیلوی شاخدار
    - †Horned armadillo, Peltephilus ferox

  - سرده آرمادیلوی پری‌وار صورتی, Chlamyphorus truncatus
    - آرمادیلوی پری‌وار صورتی، Chlamyphorus truncatus

  - سرده آرمادیلوی شش‌نواره
    - آرمادیلوی شش‌نواره، Euphractus sexcinctus

  - سرده آرمادیلوی کوتوله
    - آرمادیلوی کوتوله، Zaedyus pichiy
- زیرخانواده گلوله‌ایان
  - سرده †کونتینارو[۶]
  - سرده دم‌برهنه‌ها آرمادیلوی سه‌نواره جنوبی

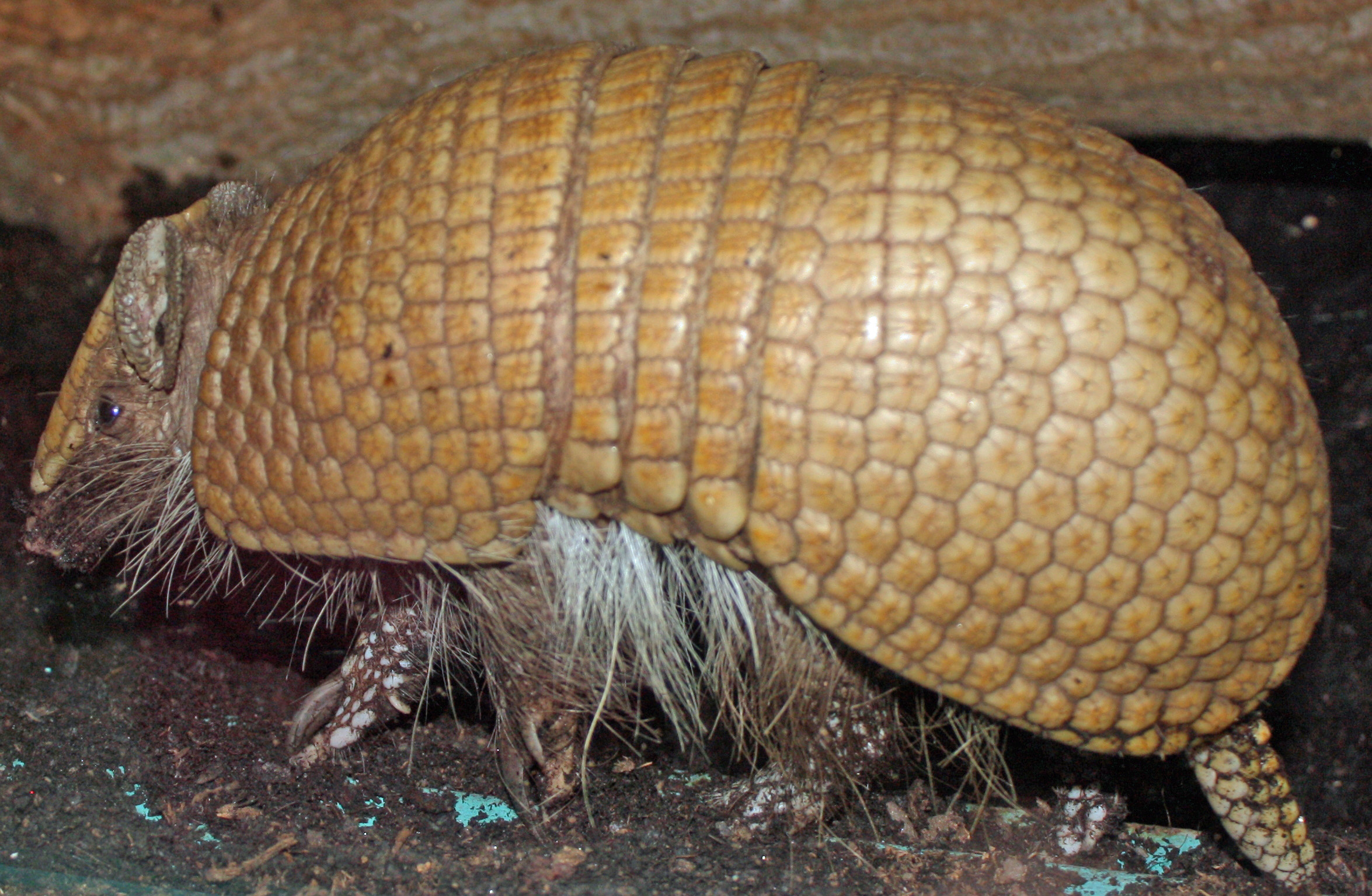
آرمادیلوی سه‌نواره جنوبی

    - آرمادیلوی دم‌برهنه شمالی، Cabassous centralis
    - آرمادیلوی دم‌برهنه چاکوآیی، Cabassous chacoensis
    - آرمادیلوی دم‌برهنه جنوبی، Cabassous unicinctus
    - آرمادیلوی دم‌برهنه بزرگ، Cabassous tatouay

  - سرده آرمادیلوی غول‌پیکر
    - آرمادیلوی غول‌پیکر، Priodontes maximus

  - سرده گلوله‌ای‌ها
    - آرمادیلوی سه‌نواره جنوبی، Tolypeutes matacus
    - آرمادیلوی سه‌نواره برزیلی، Tolypeutes tricinctus

† indicates extinct taxon

## نگارخانه

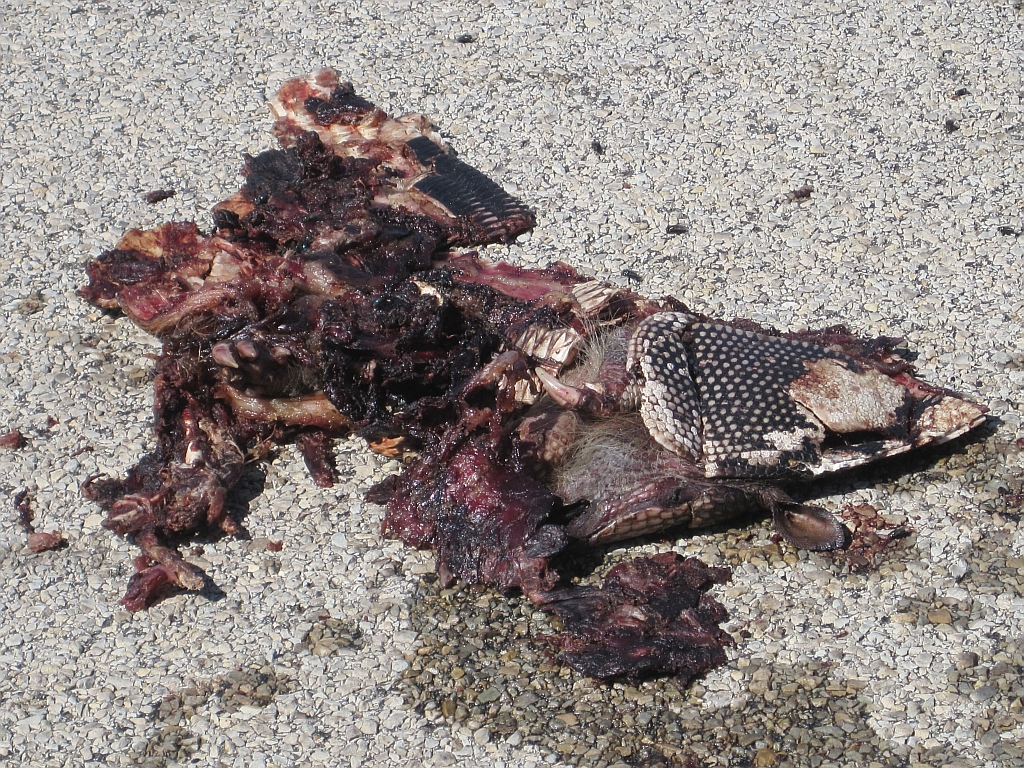
کشته جاده‌ای آرمادیلو
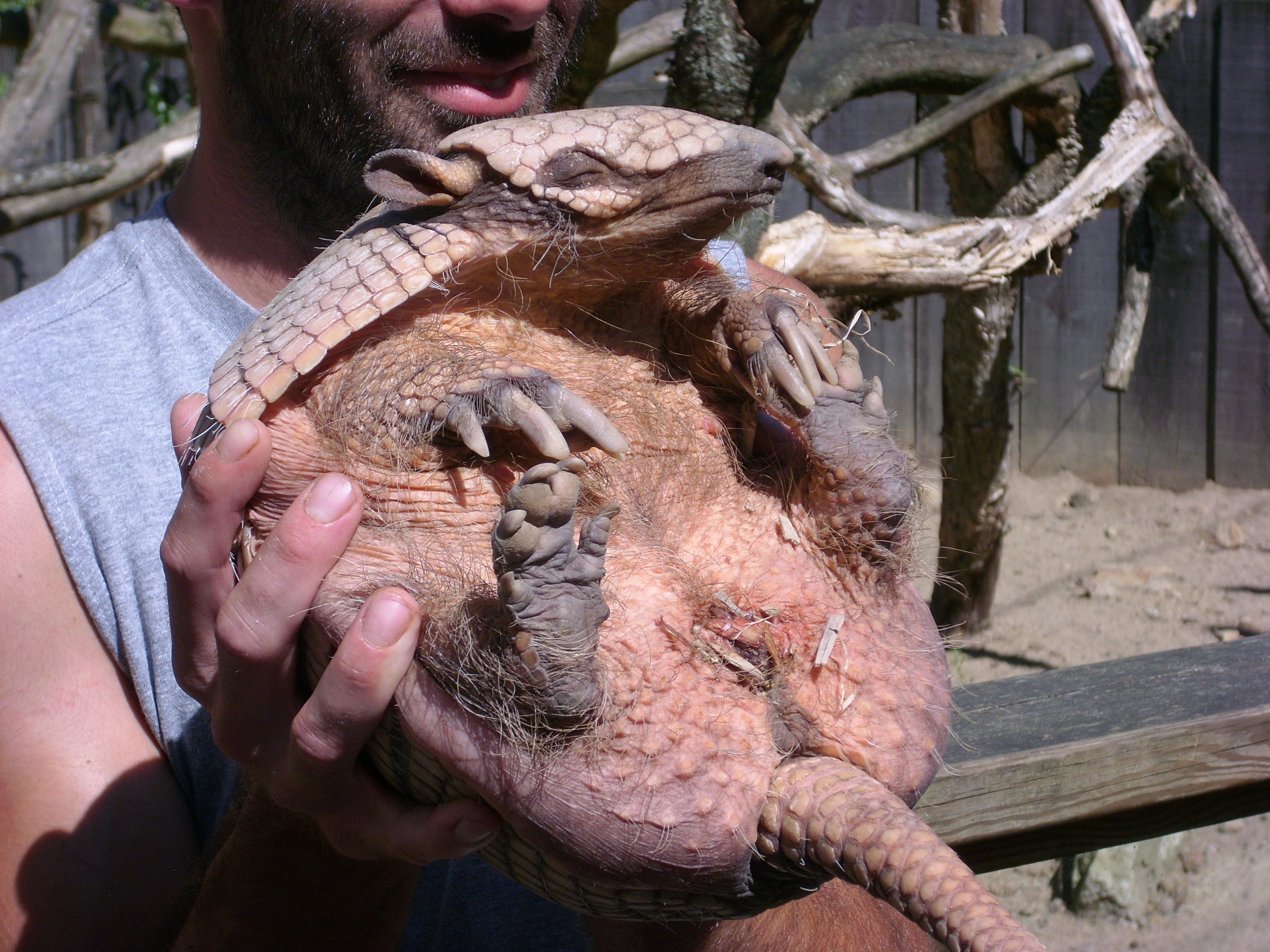
مهار کردن آرمادیلو توسط انسان
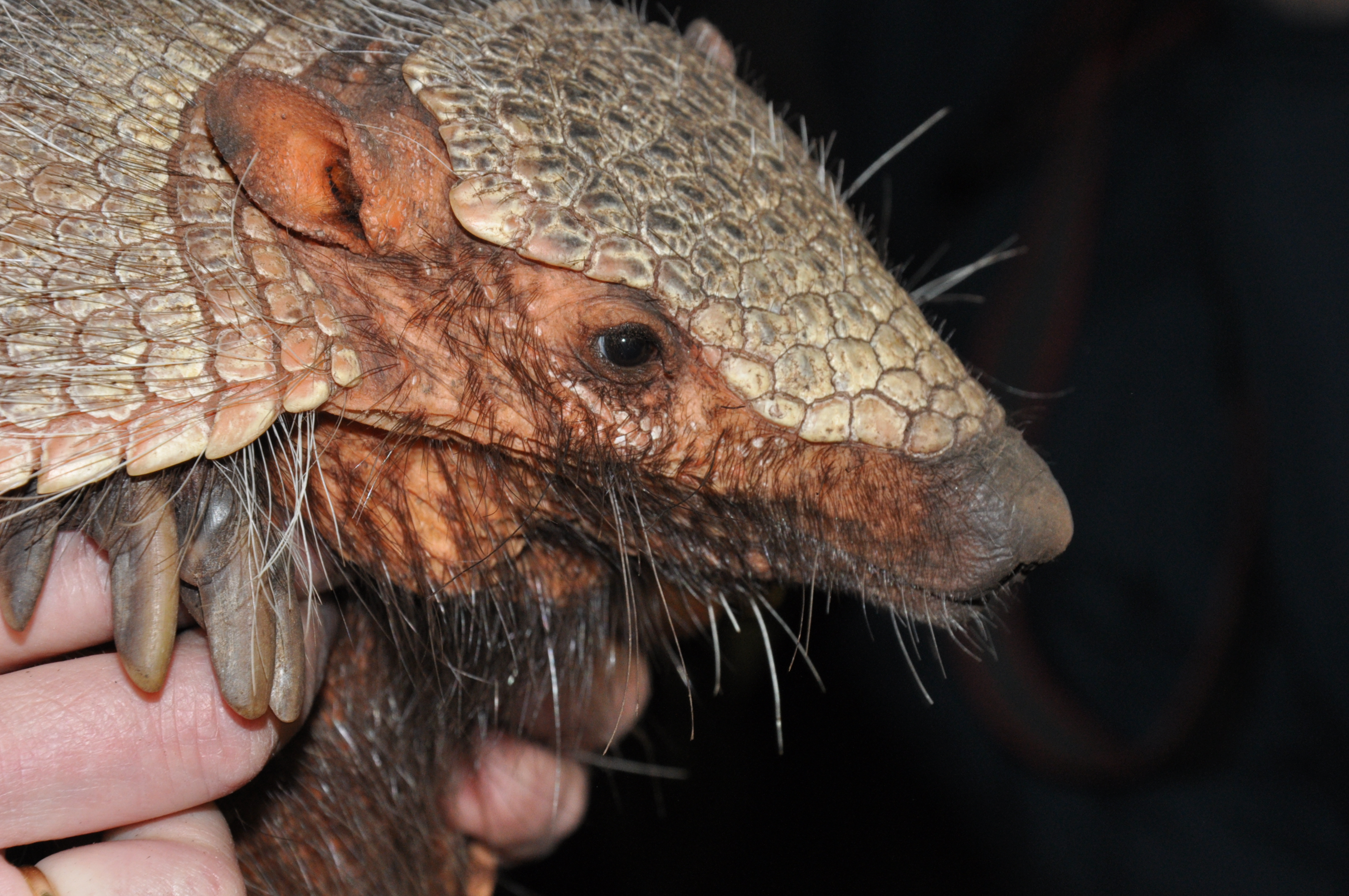
چهره آرمادیلو
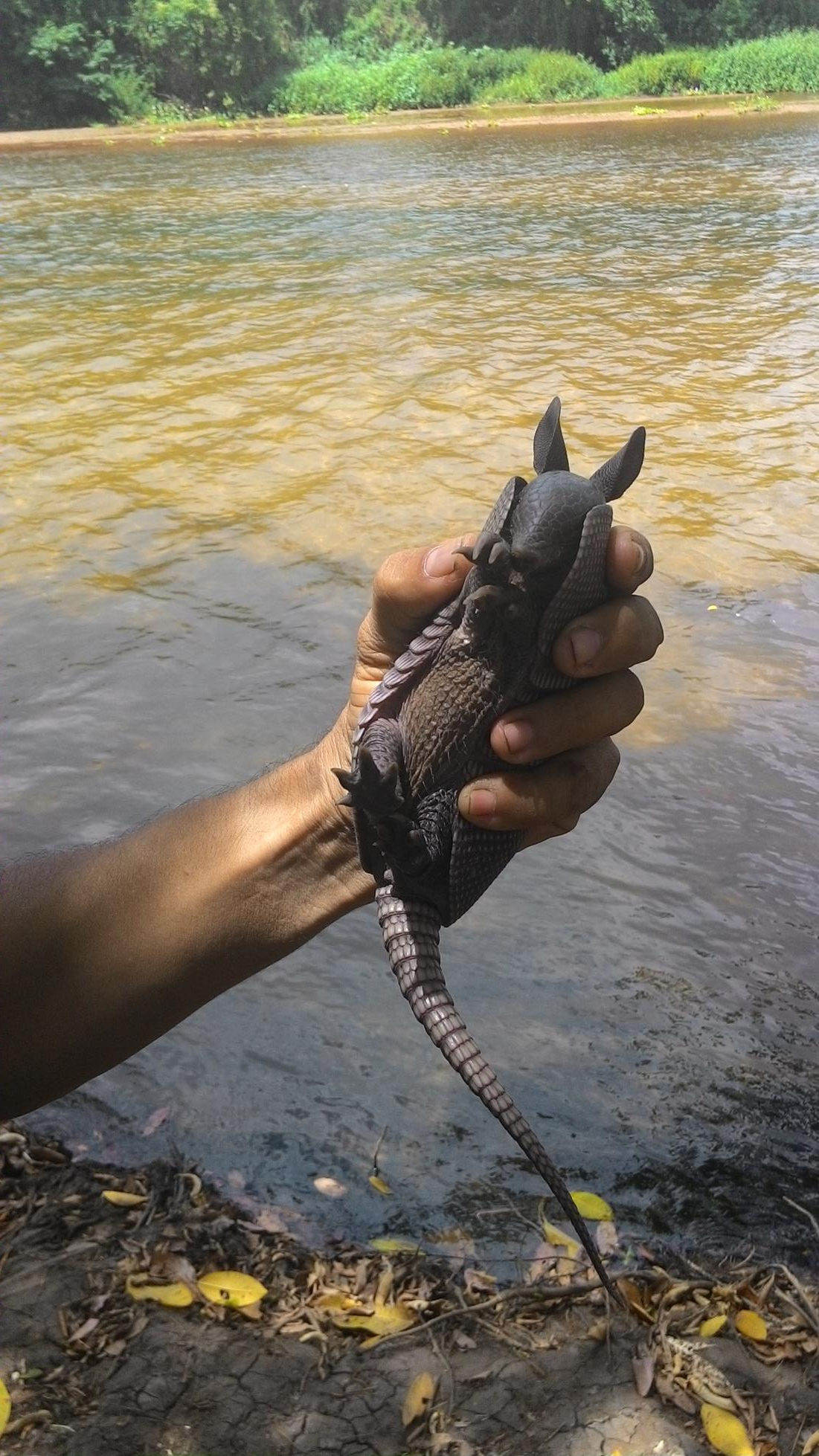
آرمادیلو در دست انسان